# Cidaphus occidentalis
Cidaphus occidentalis là một loài tò vò trong họ Ichneumonidae.